# Chamamé
El chamamé es una manifestación cultural, que comprende un estilo de música y danza propios de la provincia de Corrientes y nordeste argentino. Ha desempeñado un papel relevante en la evolución cultural, del litoral argentino, calando gran parte de su idiosincrasia. El chamamé data del siglo XVI y existe una controversia sobre su origen, dado que se presentan distintas opiniones y vertientes acerca de ello. Aun así ninguna de ellas puede ser comprobada de forma histórica. La corriente más fuerte que persiste en estos días es la que sostiene que el chamamé es de origen guaranítico, aunque con gran influencia de los estilos musicales propios de las inmigraciones europeas que moldearon la demografía del Litoral Argentino, como la alemana, polaca, italiana y española. 
Al formar parte de la identidad de las prácticas que fortalecen los lazos colectivos de las comunidades transmitidas de generación en generación, el chamamé es considerado actualmente como Patrimonio cultural inmaterial de la provincia de Corrientes y Argentina. Goza del mismo tratamiento en el sur y centro de Brasil, en especial en los estados de Río Grande del Sur y Mato Grosso del Sur, donde la ley nacional 3.837 establece el 19 de septiembre como Día del Chamamé.
Este estilo de danza y música se cultiva en otras zonas como Paraguay, noroeste de Uruguay, sur de Brasil (donde es muy popular gracias a la identidad gaúcha), la Patagonia chilena y sur de Bolivia.
El 16 de diciembre de 2020, la Unesco declaró al chamamé como Patrimonio cultural inmaterial de la Humanidad, de parte de Argentina.

## Origen

### Origen guaraní: música y danza ceremonial
Se puede decir que en la etapa inicial  del chamamé se habla de un elemento espiritual y filosófico llamado «Jeroky ñembo'e» («Danza de plegarias»), ceremonia sagrada de los avá guaraní en la que participa toda la comunidad. Se desarrolla entre danzas y música del mbaraka (que significa guitarra en guaraní) y takuapu (bastón rítmico de uso femenino), alternadas con sermones del chamán y cuyo objetivo es fortalecer los vínculos entre los seres divinos y los miembros de la comunidad. Es un momento de síntesis de todos los aspectos de la cultura avá guaraní, pues los chamanes transmiten los valores culturales y los relatos míticos como una oportunidad para recordar la memoria colectiva, y a la vez rito, celebración, fiesta y alegría. 
Las celebraciones buscan fortalecer el contacto de los hombres con el mundo de los animales y los dioses, desterrar las fuerzas malignas, y lograr salud y calma al espíritu. Se realizan por diferentes motivos, entre ellos: Ñemongarai («bautismo»), propiciatorio y de bendición de los frutos; Yvakuera ñemongarai, para saludar las primeras recolecciones de frutos silvestres; y Temitÿnguera, para el agradecimiento por los cultivos. Estas ceremonias se desarrollan en el «o'guasu», casa ceremonial, donde se ubican los elementos para el ritual, incluso una batea de cedro, donde con antelación se ha preparado la kãguy, bebida fermentada del maíz.

### Lengua española y transferencia cultural de los jesuitas

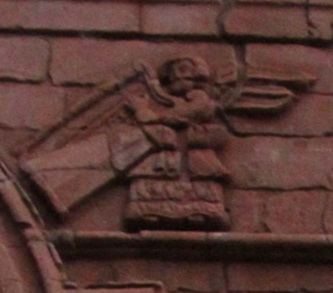
Ángel con arpa en la misión jesuítica de Trinidad. El friso de la puerta principal refiere el uso del arpa en el trabajo de los guaraníes en las misiones jesuíticas.

Según la investigadora del Conicet Susana Antón Piasco, los Jesuitas otorgaron gran importancia a la enseñanza musical con un fin religioso, y se preocuparon por adaptarla a todos los usos y capacidades. Desde la sencilla música utilizada en la catequesis hasta el entrenamiento de músicos capaces de interpretar obras litúrgicas del barroco Europeo, quizás la labor más importante y que crea la estructura del proceso musical que con el tiempo dio fisonomía al chamamé, fue la del padre Antonio Sepp, quien llegó a Yapeyú en 1691. Él mismo cuenta: "Para ser más preciso, había fundado en mi pueblo de los Tres Reyes Magos de Yapeyú, una escuela de música y enseñado con gran empeño durante tres años, no solamente a mis indios, sino también a los de otros pueblos. Me los enviaban hasta de las más remotas reducciones para que los instruyera no solo en el canto sino también en la música instrumental. Les enseñaba a tocar el órgano, el arpa (la de los coros de cuerdas) la tiorba, la guitarra, el violín, la chirimía y la trompeta. Es más, los he familiarizado con el dulce salterio que no solo aprendieron a tocarlo sino también a construirlo así como también otros instrumentos. En varias reducciones existen, hoy día, maestros indios que saben hacer de la vibrante madera de cedro un arpa de David, clavicordios, chirimías, fragotes, y flautas".
Lentamente la música comenzó entre los aborígenes a dejar de ser algo estrictamente religioso, para ser danza festiva, ya mezclada con los ritmos y cantos nativos. Según Pocho Roch, el chamamé desde la época jesuítica dejó de ser paulatinamente un rezo-danza de ritmo binario, conducido por el payé para convertirse en una danza de recreación, con un ritmo ternario de 6x8. Se emplea el mambí takupï como instrumento melódico, el rasguido de la guitarra espinela, la percusión del tambu o guatapú y la conducción de un bastonero.
Las investigaciones del Padre Zini respecto al origen de la danza del chamamé sugiere la influencia de antiguas danzas cortesanas europeas como la pavana, la gallarda y el canario, populares entre los siglos XVII y XVIII, introducidas por los jesuitas a estas tierras, siendo Yapeyú el epicentro de su expansión. Otros autores afirman que en los talleres musicales de Yapeyú se construía un instrumento musical, una especie de caja de madera con agujeros a la cual se insuflaba viento por un sistema de fuelle manual, copiando del fuelle a pedal del órgano, y similar al usado en la fragua. Este instrumento sería perfeccionado en Alemania, patentado en 1829 por Damián de Viena bajo el nombre de acordeón.

### El aporte africano
El esparcimiento musical de los afrodescendientes fue estimado por los españoles en tanto constituyó una táctica para tenerlos calmos, reduciendo así los motines y revueltas que, por su condición de dominados, no pocas veces sucedía. Los primeros negros llegaron a Corrientes a finales de 1640, primero esclavos, luego sirvientes, quienes se integraron a la vida social y cultural correntina. Se puede establecer que tanto guaraníes como negros reconocían a la música como una forma especial de poder y que al permitirla o censurarla los blancos demostraban su dominio. Hay testimonios que ya en los barcos negreros se los obligaba a danzar y cantar en cubierta.
Tanto los negros esclavos como los libres se reunían con regularidad para bailar y cantar. Los esclavos lo hacían después de haber atendido a sus amos, aunque muchos solían escaparse para tal fin. Para tocar, cantar y bailar se reunían en “huecos”, de allí Cambá Cuá, espacios abiertos de Corrientes que con el tiempo se constituyó en un barrio.
Las fiestas de muchas capillas de San Baltazar y de otros santos católicos, son presididas por reina/s y rey/es entronizados para tal fin. Se constituyen únicamente por promesa y suelen ser los mismos durante varios años. Su deber es presidir el baile sentados y portar la bandera o el estandarte del santo durante la procesión. Su vestimenta consiste en túnica roja, capa amarilla, cetro y corona. Estos actores-reyes adoptan una postura sedente proclive a la inmovilidad.

### La vertiente judía

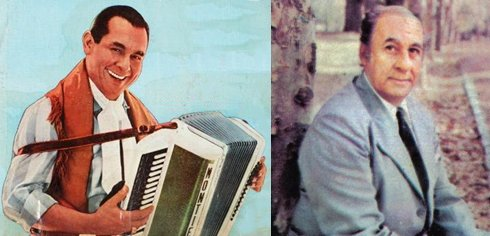
Ernesto Montiel e Isaco Abitbol

Isaco Abitbol era correntino y nació en Alvear en 1917, sus padres eran de procedencia judía marroquí. Los instrumentos musicales, como todos los objetos de uso diario, tienen una larga historia y en muchos detalles cambiaron su apariencia y forma, por lo que este músico no desconocía el bandoneón, y supo hacerse con él. Su discografía está compuesta de 21 álbumes con grupos propios más los que grabó con el Cuarteto Santa Ana. Entre sus canciones exitosas destacan ‘La Calandria‘, ‘General Madariaga‘, ‘Ñatita‘, ‘Don Chirú‘, ‘Padrino Tito‘, ‘Martínez Gutiérrez‘, ‘La taba‘, ‘La carrera‘, ‘La zurda‘, ‘Paraje Bandera Bajada‘, ‘Serenata del amanecer‘, ‘La yapa‘, ‘El lamento‘, ‘Estampa correntina‘, ‘Bodas de plata‘, compartiendo en algunos casos la autoría con Ernesto Montiel.

## Historia

### Taragüi y la presencia guaraní
El chamamé es una danza con raíces indígenas guaraníes, la base musical es guaraní. A esta base musical guaraní, con el tiempo, se le agregaron influencias jesuitas y europeas. El ritmo originalmente indígena fue transformado con el tiempo y las distintas influencias que tuvo. Lo guaraní se puede ver por ejemplo en el «sapucai» y lo europeista en el acordeón, ya que cualquier grupo de chamamé tiene un acordeón (sea de teclas y pistones o de pistones a los dos lados), un bandoneón o ambos instrumentos. 
De acuerdo a la investigación del músico e historiador Pocho Roch, un ex-granadero de San Martín ya tocaba chamamé con guitarra y acordeón en 1841.

### Misiones jesuíticas guaraníes

#### Taller de instrumentos musicales en Yapeyú

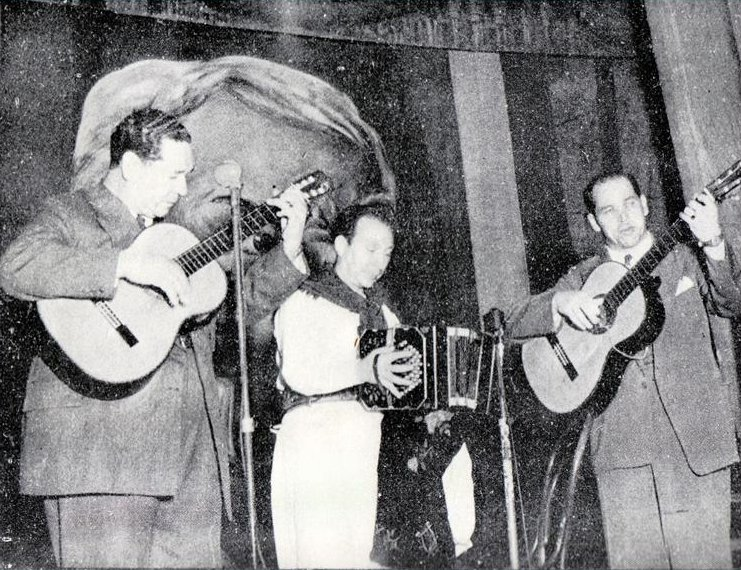
Conjunto de chamamé, con dos guitarras y un bandoneón (reemplazado en la mayor parte de los casos por un acordeón).

En el siglo XVII, en las orillas del Río Uruguay del nordeste correntino, las raíces étnicas de la raza guaraní tuvieron su asentamiento fuertemente influenciadas por las corrientes jesuíticas que en los albores del 1600 realizaron una profunda transformación cultural. Las primeras reducciones de la compañía de Jesús, establecidas en la Provincia jesuítica del Paraguay, advierten sorprendidas que los aborígenes poseían música propia y además, fabricaban instrumentos rudimentarios para acompañar sus danzas rituales y ejecutar motivos onomatopéyicos, instrumentos que representaban una gama de sonidos muy diversos y complejos de difícil reproducción con los instrumentos conocidos por los europeos.
Algunos de los instrumentos se perdieron a través del tiempo, tales como la congoera (flauta grande hecha con hueso); tururu (trompeta fabricada indistintamente con asta de caña); mburé (trompeta de tacuara); mbaracá (especie de guitarra cuya caja era de calabaza y constaba de cinco cuerdas); guatapú (bocina para atraer los peces); mimby (flauta de tacuara, similar a la quena); etc. Sus antecedentes llegaron hasta nuestros días, únicamente a través de las obras de algunos musicólogos. El cordófono (arpa) también se perdió en el tiempo.

#### Jesuitas austríacos
Los jesuitas llegaron al Paraguay desde el Perú, donde se asentaba el principio de su actividad misional. En el siglo XVII comienza en Paraguay la actividad jesuita, pero muy lentamente. Entre los siglos XVII y XIX producen un gran aporte musical con la enseñanza de música, pero más incluso por las escuelas de luthería. El Padre Anton Sepp desarrollo en Yapeyú el taller de instrumentos musicales que posibilitó no solo fabricar los instrumentos musicales, sino también captar la música guaraní, escribirla, sistematizarla, y reproducirla; fue esencial para la transmisión de los ritmos, el canto, la poesía y la composición.

#### Romance español y los instrumentos europeos
Entre los siglos XII y XIV en España, las composiciones poéticas con versos de 16 sílabas se rimaban todos entre sí en forma asonante. Estos versos requerían de una censura que los dividía en dos hemistiquios de 8 sílabas cada uno; estructura que se sintetiza con la fórmula 8+8. Este romance español estaba plenamente vigente en los tiempos del virreinato y se difundió por todas los territorios de la corona. Ingresó a la región desde el Perú, y adquirió matices regionales.

#### Acordeón

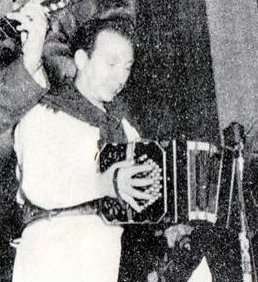
Mario del Tránsito Cocomarola tocando el acordeón en 1950.

Otro producto del ingenio musical guaraní fue el que, emulado, habría llegado a ser el acordeón que perfeccionaron Damián de Viena en 1829 (quien fue el primero en patentar un acordeón) y Sir Charles Wheatstone, creador de los bajos. Sucesivamente, C. Buschmann y Bussón aportaron reformas al instrumento en 1840. Se considera que el instrumento guaraní indicado se trataba de una caja de madera con agujeros a la cual se le insuflaba viento por un sistema de fuelle manual, copiado del fuelle a pedal del órgano y similar al usado en la fragua, ambos elementos introducidos en la cultura guaranítica por los jesuitas.
Los sonidos de este instrumento se lograban tapando y destapando con los dedos los agujeros de la caja, en actitud similar a la digitación que actualmente se realiza con los botones del acordeón. La luz necesaria sobre los orígenes del acordeón todavía son débiles, en las siguientes citas:
"...Yapeyú, no solamente llegó a ser un gran emporio musical, por la escuela musical que allí se fundó, sino también por haber llegado a ser el gran taller de toda clase de instrumentos musicales: órganos, arpas, violines, trompas, cornetas, y toda clase de instrumentos musicales eran allí fabricados con singular destreza y exportados a las reducciones indígenas y a las ciudades de los españoles". Padre Furlong.
"...En varias reducciones existen, hoy día, maestros indios que saben hacer de la vibrante madera de cedro un arpa de David, clavicordios, chirimías, fagotes y flautas; mis herreros han aprendido a fabricar los taladros que se necesitan para hacer las aberturas acústicas de los instrumentos de viento". Padre Antonio Sepp. Yapeyú. Año 1691 (Continuación de las labores apostólicas - pág. 137).
Así como los guaraníes tenían su música propia y fabricaban sus propios instrumentos musicales (algunos de los cuales perduraron perfeccionados), también tenían una especial denominación para sus danzas; ya fueran estas religiosas, guerreras o alegres. Al sonido musical lo llamaban "pú", y a la música "mbaepú"; y a la acción de ejecutar, "mbopú"; al canto lo llamaban "purajhéi" y a las danzas en general, la denominaban "jeroky", con todas las derivaciones y alcances del vocablo. Referente a estas denominaciones existe gran variedad de opiniones respecto a los orígenes del vocablo chamamé. Así, se conocen expresiones tales como: che ama mí; che amoa memê; che aimê amemê; che amamê aimê; che memê; che amô amemê; ñamo chamamê namê; che amamê; che amapê; etc. Isidro Mario Flores, en su diccionario de la lengua guaraní, dice: "Chamamé, nombre de un pueblo formado por una de las tribus de guaraníes a la que erróneamente se les dice Charrúas".

### Nacimiento del chamamé
El historiador Manuel Florencio Mantilla sostiene que el chamamé proviene de chacha o chana, tribu que habitaba sobre la costa del Río Uruguay. Según Mantilla, los jesuitas descubrieron esta música en esta población y que a raíz de los aborígenes significa el conjunto o en el montón de los cha o chana.
Por otro lado, el profesor Juan de Bianchetti, conocedor y estudioso del idioma guaraní, afirma haber comprobado personalmente que la tribu kaiguá de Santa Catarina (que un tiempo habitó parte de Corrientes y Misiones) canta y baila una danza llamada chamamé, que tiene el mismo ritmo melódico y desplazamientos coreográficos del baile, acompañándose con una especie de tambor redondo y alargado, una flauta de tacuara de cinco agujeros y una guitarra de cinco cuerdas, llamada también mbaracá. El chamamé es el nombre originario de la música y el baile guaraní, que para honor de las tradiciones se ha perpetuado en Corrientes. Esta aparente denominación contemporánea es por la extranjerizante modalidad de perseguir todo lo guaraní, que se practicó desde la conquista.

### Constructo cultural actual
La palabra chamamé había caído en desuso hacia finales del siglo XVIII, pero la música sobrevivió en el alma del pueblo que se resistió a llamarla "polka". A comienzos del siglo XIX se produce la gran novedad en danzas, pues se inicia el ciclo de danzas de pareja enlazada con el vals, la polca, la mazurca y el chotis.
A principios de 1800, cuando se abre el puerto de Buenos Aires y comienza a perfilarse como ciudad independiente, los elementos y novedades culturales llegan directamente desde París, pues se invierte el trayecto que se mantuvo durante el virreinato (Lima-Santiago-provincias argentinas).
Por este nuevo itinerario llega el vals entre 1804 y 1805. Es la danza que aportó como innovación el enlace de la pareja que hasta ese momento bailaba suelta, y la ejecución de giros rápidos. Si bien la aproximación de la pareja provocó cierto rechazo, su aceptación fue inmediata en todo el mundo. Musicalmente, la polca europea es binaria; esta forma es la que se afinca en la zona pampeana. En la faz coreográfica influye en muchas danzas de pareja suelta que reemplazarán algunas figuras por partes de polca, como el gato polqueado.

### La polca paraguaya y correntina
En Corrientes y en Paraguay la forma musical binaria europea de la polca se modifica y convierte en una forma musical ternaria. Esta modificación comprueba cómo el pueblo, creador anónimo permanente, recibe los elementos del complejo cultural que lo rodea. Previa selección, asimila algunos y a éstos los va recreando hasta convertirlos en la expresión que lo representa en su carácter, en su estilo de vida, a su tierra.
La polca se convirtió en la danza nacional del Paraguay, ejecutada tradicionalmente con arpa paraguaya, lo que le da una musicalidad propia. La polca en Argentina también fue ejecutada con arpa hasta que en la segunda mitad del siglo XIX aparece el acordeón en las poblaciones rurales, por lo que el arpa se circunscribe al Paraguay.
El acordeón, por las dificultades que presenta su ejecución, hace que la polca pierda rapidez y sea más pausada, lo que da origen a la polca correntina. El siglo XX trae aparejado otra conmoción coreográfica, pues aparecen el tango y la milonga en los suburbios de Buenos Aires, y con ellas el bandoneón, que es aceptado en la campaña mesopotámica, compartiendo las preferencias con el acordeón y a veces reemplazándolo.

### La revitalización del chamamé
El chamamé tiene una forma especial de bailar, distinta a la polca: el cuerpo adquiere una postura más prieta y su coreografía recuerda a los cortes y quebradas del tango.
La zona centralizadora del chamamé es la provincia de Corrientes; luego Chaco, según Raúl Cerrutti, por el éxodo de correntinos hacia los algodonales y obrajes; norte de Santa Fe; norte de Entre Ríos y parte de Misiones y parte del este de Formosa. Musicalmente, el chamamé tiene giros y recursos particulares, como cambios de acentuación que no se presentan en la polca; es frecuente escucharla con guitarras que hacen el acompañamiento, acordes que hace los floreos y adornos y el bandoneón que lleva la melodía. Recientemente se ha incorporado el contrabajo, que realiza un contrapunteo.

### El primer chamamé grabado: Corrientes Poty
Transcurre el año 1930 cuando el director artístico de la empresa discográfica RCA Víctor, Juan Carlos Casas, sugiere al cantor Samuel Aguayo la peregrina idea de bautizar a los aires musicales correntinos con una nueva designación, interesado en congraciarse con el público correntino, principal mercado comprador de sus placas. Para lograr ese objetivo, el intérprete paraguayo llega a menudo hasta la ventana de Francisco Pracánico, trayéndole la serenata que lo indujera a colaborar con él. De ese modo inusual y lejos de su ámbito de procedencia, surgió el vocablo “chamamé”, cuya etimología y significado nunca pudieron precisarse fehacientemente.
Diego Novillo Quiroga suscribió la letra del primer tema rotulado como chamamé correntino, titulado “Corrientes poty” (La flor de Corrientes), que llevan al disco Samuel Aguayo y su tribu el 11 de enero de 1931, en una placa de 78 rpm identificada con el número 60.625. Esta obra no tardó en sumarse a la discografía de dos figuras fundamentales dentro de la temática ciudadana: Dora Davis e Ignacio Corsini.

### Generaciones
- Primera generación: En los inicios del chamamé, las grabaciones se realizaban en estudios localizados en la Ciudad de Buenos Aires. Muchos de los músicos correntinos estaban radicados en la capital provincial, por lo que su talento y cultura eran más estilizados que los músicos del interior que mantenían el arte intacto. Destacan en esta primera generación, los pioneros: Mario del Tránsito Cocomarola, Isaco Abitbol, Osvaldo Sosa Cordero, Herminio Giménez, Ernesto Montiel, Constante Aguer, entre otros.

- Segunda generación: Lo es por el periodo de sus grabaciones y éxitos, ya que son contemporáneos de los pioneros. Realizaron una intensa labor de difusión del chamamé en la región del litoral argentino, Paraguay y el Sur del Brasil. Los avances tecnológicos permitieron mejorar la calidad del sonido y de las grabaciones. Destacan las figuras femeninas como María Kalasakis y Ramona Galarza, esta última la más conocida de la música litoraleña; su versión en guaraní de "Kilómetro 11" es el himno chamamecero por excelencia. Otros artistas destacados de la época fueron Tarragó Ros, Mario Millán Medina, Ramón Ayala, Argentino Lucero, Armando Blas Martínez Riera, Raúl Barboza etc.

- Tercera generación: destacan los artistas Teresa Parodi, Pocho Roch, Emilio Chamorro, Pedro de Ciervi, Nicolas Burgardt, El dúo Rosendo y Ofelia, Los de Imaguaré, Joaquín Gringo Sheridan, Santiago "Bocha" Sheridan, Mario Vega, Ramón Medina,  Antonio Tarrago Ros,Paquito Aranda, Mario Bofill, Los Alonsitos, etc.
- Cuarta generación: destacan los acordeonistas Alejandro Brittes y Chango Spasiuk, siendo Brittes el primero en llevar el Chamamé a la Library Of Congress en septiembre de 2023.[20]

### Áreas de influencia

#### Argentina, Paraguay y Uruguay
Desde Corrientes se extiende por todo el Litoral argentino, el este de Santiago del Estero y la Patagonia argentina. En la segunda mitad del siglo XX, debido a las migraciones internas, el chamamé comenzó a introducirse en la ciudad de Buenos Aires. Por lo demás, dada la afinidad cultural y la proximidad de su núcleo original, el chamamé es muy frecuente en Paraguay. También hay que destacar, que más allá de donde es oriundo el chamamé y de sus reconocidos pioneros, cada región, provincia o ciudad cuenta con sus autores, haciendo rica y variada la cultura chamamecera a lo largo y a lo ancho de la región.
En la provincia de Santa Fe el chamamé dejó inconfundibles huellas en otros estilos musicales posteriores como la cumbia santafesina, surgida a comienzos de la década de 1970 y donde la influencia del chamamé en el uso del acordeón es muy notable. Originario de esta provincia, Damasio Esquivel fue uno de los importantes exponentes del chamamé, quien era estrecho colaborador de Samuel Aguayo y de basta trayectoria chamamecera durante el siglo XX. Otro de los exponentes de esta provincia fue Monchito Merlo y su hijo Omar Ramón Merlo, animador permanente de bailantas y festivales con un estilo particular.
Entre los músicos más influyentes del chamamé de la provincia de Corrientes son Mario del Tránsito Cocomarola, con un amplio repertorio de composiciones; y Tarragó Ros, acordeonista, autor y compositor. Una de las exponentes femeninas del chamamé es Ramona Modesta Onetto, bautizada como “La novia del Paraná” que en su extensa carrera artística ha grabado más de 60 discos y fue distinguida en el Senado de la Nación Argentina por su aporte a la cultura en 2008.
También se realizan festivales de chamamé en algunas localidades de la provincia de Buenos Aires, más precisamente en la ciudad de San Nicolás de los Arroyos y en la ciudad de Ramallo, donde se realiza el festival Ramallo Porá. Algunos lugares populares donde se pueden observar al natural las expresiones chamameceras que aún conservan esa magia de la permanencia no comercial, son: 
- En Corrientes: Mburucuyá, "El Festival Provincial del Chamamé", con 49 años de vigencia conserva las expresiones chamameceras más tradicionales del género. Este festival posee dos escenarios paralelos, En los que muestran los cultores musicales y los bailarines del público expresándose libremente en cada interpretación.[24]

- En Entre Ríos: Federal, "Festival Nacional del Chamamé del Norte Entrerriano" conserva y defiende celosamente el género musical tradicional; habiendo logrado permanencia en el tiempo sin rendirse a los mandatos comerciales del "show" festivalero, que arrasa con los escenarios tradicionales convirtiéndolos en híbridos musicales.[25]

De la mano de Antonio Tarragó Ros, el chamamé comienza a tener nuevo rumbo y un nuevo público ya que a comienzos de los años 1980 con el regreso de la democracia argentina, esta expresión musical también fue abrazada por los jóvenes que veían despertar la adormecida y reprimida cultura de un país que intentaba renacer. Otro de los jóvenes representantes de la provincia de Misiones es el Chango Spasiuk, que logra en el chamamé una mezcla de ricas sonoridades donde hay schotis, polcas rurales, rancheras y rasguidos dobles.

#### Brasil
En Brasil es muy popular, especialmente en los estados de Mato Grosso do Sul, Paraná, Santa Catarina y Rio Grande do Sul. Los considerados precursores del chamamé en Brasil son Dino Rocha, Marlon Corrêa, Maciel Corrêa, Aurélio Miranda, Zezinho Nantes, Humberto Yule, Maurício Brito, Elinho do Bandoneon, Dom Ramon, Tostão Mineiro, Marcelo Loureiro y músicos jóvenes de la nueva generación como David Júniors, Rech Filho, Michel Teló y Bruna Viola. Amambay es quien tiene el mérito por la difusión del chamamé en los primeros tiempos en el sur del Brasil, siendo considerados la primera dupla en tocar chamamé.
En Mato Grosso do Sul, la "Lei Estadual 3.837", instituyó el Día del Chamamé en el estado, y la "Lei estadual n.º 4.113/201" establece que Rio Brilhante es la ciudad capital del chamamé.

## Características
El chamamé es un género musical y una bailable folklórica del Litoral Argentino. Se caracteriza por una disposición musical poli rítmica en la que la estructura de apoyo (bajo-base) se ejecuta en pie binario (3/4), mientras que la melodía, es decir el canto como los instrumentos de rasgueo, se sobreponen melódica y tonalmente con una estructura ternaria (6/8).
La palabra "Chamamé" es de origen guaraní y español, y se considera que es una variación del San Mamés, santo mártir muy venerado en España; mientras que en guaraní significa "Danza bajo la lluvia".
En Argentina es cultivado en la provincia de Corrientes, y presenta variantes significativas en Entre Ríos, Formosa, Santa Fe, Chaco y Misiones -región denominada Litoral argentino-. También es escuchado en el norte y este de Santiago del Estero.

### Danza
El chamamé es una danza alegre y animada. El bailarín y la dama tienen en él, la oportunidad de lucir toda su habilidad y destreza si quieren o pretenden efectuar todos los pasos de baile, cambios de figuras, zapateos y largadas. El bailarín debe seguir con gran atención la ejecución de la música, para ir adaptando a ella los adornos de su danza
Vale decir que el buen bailarín de chamamé inicia el zapateo cuando la música se presta a ello, realiza sus figuras y larga a la dama en sus floreos, solamente ante la invitación y/o sugestión del ritmo con sus distintos pasajes o matices. El correntino jamás cambia de paso o de figura a destiempo y hasta su sapukay (festejando el final de una destreza) es siempre oportuno y concordante con los compases que marca su danza.
Por su parte, la dama se dedica fundamentalmente a efectuar el acompañamiento de la creatividad coreográfica de su pareja, realizando moderados requiebros de hombros y cintura, de acuerdo con la cadencia del ritmo que se baila. El chamamé es una danza de "pareja enlazada", porque el caballero toma con la mano izquierda la derecha de la dama, a la que mantiene a la altura de su hombro o apoyando en su cintura, mientras que con su mano derecha la toma de la cintura o de la zona media de la espalda. La mano izquierda de la dama se apoya sobre el hombro derecho del caballero. Ambos quiebran sus cinturas para juntar las partes superiores de sus torsos. Entrecruzando sus cabezas hasta quedar mejilla con mejilla o reclinar su cabeza en el hombro de su acompañante.
Esta danza no se rige por una determinada coreografía de conjunto, lo que da ocasión de lucimiento a creadores de paso y figuras.

### Pasos
Trancado o trancadito: es el paso se realiza adelantando el pie izquierdo acompasadamente, apoyando el cuerpo sobre el mismo, con un leve requiebro. Por su parte el pie derecho se aproxima al izquierdo, apoyándose en "media punta", conformando así la denominada trancada o trancadita . Luego, con una doble flexión de rodillas, se eleva el cuerpo hasta lograr la posición original para recomenzar el movimiento cambiando el pie. Durante todo este movimiento el bamboleo del torso a izquierda y derecha, va marcando el compás de la música.
Arrastrado o quebrado: Este es un paso de raigambre en la zona central de la provincia de Corrientes (Mercedes, Curuzú Cuatiá, etc.). Este movimiento comienza deslizando el pie izquierdo hacia delante en forma de semiovalo , realizando al mismo tiempo una gran flexión de rodillas que permite la caída o "zambullida" hacia delante, con todo el cuerpo. Luego, el pie derecho se arrastra de igual manera buscando al izquierdo, permitiéndose así recobrar la verticalidad del cuerpo con cadencia y suavidad. Una vez llegado a la postura original los bailarines quedan detenidos por una fracción de segundos, como "tanteándole" a la música antes de sacar el otro pie para realizar la misma figura hacia el otro lado.

### Zapateo
Todo zapateo es contestado por otro bailarín y su pareja. Esto es necesario, por cuanto si fuera una sola pareja la que zapateara, pasaría a ser el "dueño del baile". Una de las figuras del zapateo consiste en la largada de la dama. Ésta se realiza cuando el caballero la suelta del brazo derecho con el que la tiene enlazada, quedando los bailarines separados, pero nunca totalmente (pues el varón siempre queda tomando a la dama con su mano izquierda), a tal punto que terminada la pieza musical, los bailarines gritan cola o cola jué (equivalente a "bis" u "otra"), cuyo significado obliga a cada bailarín a retener a su dama tomada de la mano, porque los músicos tienen la obligación de repetir la misma pieza de inmediato. En la largada, la dama se toma la pollera con la mano izquierda, sin mover el brazo y sostiene así su prenda sin agitarla (no como erróneamente hacen algunos bailarinas).
Las formas comunes del zapateo son : parara, taconeo, cepillado o escobillada y tacatataca.
- Parará: es el zapateo que se realiza con los dos pies, en acción de repique acompasado y con variaciones de ritmos y modalidades, de acuerdo con la habilidad de cada bailarín. El pie golpea de plano, siendo el derecho por lo común el que acentúa con mayor eficacia. El zapateo se desarrolla en el mismo lugar o desplazándose hacia distintas direcciones pero siempre acompañando a la acción el requiebro, pudiendo soltar o no la dama, que sigue al compañero en las contorsiones de la figura.

- Taconeo: se efectúa con un solo pie o talón. Es lo que comúnmente se denomina picada. Esta forma de zapateo da mayor lucimiento a las parejas, que suelen seguirse o imitarse en el taconeo. Cuando se realiza el taconeo con deslizamiento hacia un costado, recibe el nombre de Yrivúchicá chica ("chicada de cuervo").

- Cepillada o escobillada: se denomina así el zapateo figurado. Se realiza con un pie, con el que se simula cepillar o escobillar el suelo o los pies de la dama. Esta forma de zapateo puede realizarse con desplazamientos hacia uno u otro lado de la pista o cancha de baile.-

- Tacatataca: se realiza con los dos pies, ta (izquierdo) cata (derecho) ta (izquierdo), ca (derecho). El bailarín, al realizar este zapateo, va armonizando sus contorsiones con los golpes del pie. Con esta figura hace el bailarín sus desplazamientos con giros y contragiros soltando la dama, haciéndola girar o bien enlazados, donde se desplaza de un lugar a otro.

### El floreo de la dama
Se denomina floreo al complemento de la dama en los distintos tipos de zapateos. Los realiza con dos características: el escobilleo y la chicadita. En estos dos estilos, tanto en los tramos enlazados como en largadas, el movimiento del cuerpo se encarga de producir efectos en la pollera, por lo cual la misma debe ser sujetada como se indicaba anteriormente, evitándose así exageraciones que rayen en la grosería.
- Escobilleo: se realiza generalmente con el pie derecho y con el izquierdo se marca al compás. El derecho en media punta adelante, el izquierdo se apoya con toda la planta del pie, luego el derecho se desliza en media punta hacia atrás y así sucesivamente.
- Chicadita: es similar al escobilleo, con la diferencia de no llevar adelante ni atrás el pie derecho; simplemente acompasarlo al lado del pie izquierdo en media punta, como si se estuviera rengueando, a efectos de tener mayor libertad de su compañero en los desplazamientos.

### Chamamé con relaciones
Es una forma de matizar la danza con el atractivo relevante, dado por el ingenio del correntino para la construcción de cuartetas (relaciones) de las formas más picarescas y audaces. Después de haber dado una vuelta a la pista los bailarines, la música se deja de ejecutar, debiendo la pareja ubicada más cerca de los músicos decir sus relaciones. Es allí donde comienzan las palabras y dichos intencionales en la rueda de mirones que, con expectativa, reciben lo que manifiesta el caballero. Luego de otra vuelta de danza se corta nuevamente la música para que conteste la dama , que en el momento preciso contesta. Todo esto es festejado con algarabía por los protagonistas y la concurrencia, desde la cual nunca falta un comedido que en contrapunto de dichos acuda en apoyo o burla intencional y así se desarrolla esta danza hasta finalizar con la última pareja que expone sus relaciones "Ayer pasé por tu casa y te ví detrás del rancho, las orejas como burro y el hocico como chancho"; "Ayer pasé por tu casa y me tiraste con una flor...La próxima vez que pase:¡sin maceta por favor!"

### Danza de pareja enlazada
Es una danza de melodía cadenciosa con movimiento de sobrepaso. El desplazamiento que se realiza al bailar es de paso repetido o superpuesto. El rasguido doble no tiene figura ni largadas, nunca se zapatea en el desarrollo del mismo. Es la danza que aprovechan bien los enamorados para asegurar su conquista al compás de un baile lento y acompañado, que facilita el diálogo y la compenetración de los afectos. ...Porfirio Zappa en su libro Ñurpy (pág. 27) dice sobre esta danza: "Esta modalidad es la única variante real que ofrece el chamamé como música y danza; fue originada en la región del río Uruguay, en el norte de esta zona se la conocía con el nombre fado (por influencia brasileña) y en el sur del Litoral dice que su acompañamiento se asemeja a la milonga bonaerense".

### Individual y conjunto
El valseado es una danza popular de corrientes, siendo un remedo alegre de vals, la capacidad creadora de su gente posibilitó la incorporación de figuras, zapateo y rerflaciones. En el valseado se realiza un zapateo de características muy particulares, que es el acompasado con la música y de acuerdo con la habilidad de bailarín que va conformando sus figuras en forma individual y espontánea. Las parejas actúan libremente o en conjunto donde están dirigidas por un bastonero que recita el desarrollo del baile en forma antojadiza, dándole a este mayor animación y colorido con la inclusión de las relaciones, las cuales pueden ser de aire picaresco o amoroso. No existen los valses o valsesitos correntinos como algunos intérpretes confunden. Solamente se conoce el valseado, siendo éstas composiciones populares o de autores anónimos carentes de títulos y de letras o de versos correspondientes y se lo ejecuta indistintamente para la danza y el canto. Según el libro Manual de danzas nativas, el valseado que se titula "El encadenado" es una danza creada por el músico correntino Osvaldo Sosa Cordero y ha sido publicado en 1950 por Ediciones Musicales Tierra Linda, de Buenos Aires (Casa Korn); además aclara el autor del manual:... "Me informa el señor Sosa Cordero, que para preparar la coreografía se basó principalmente en algunas figuras tradicionales con que se estiló bailar el vals en la Provincia de Corrientes".

### Bailanta
La bailanta es una reunión de músicos y danzarines cuya auto convocatoria se realiza en forma imprevista y espontánea.
Los usos y costumbres impusieron también el nombre de bailanta a las celebraciones santorales, familiares (casamientos, compromisos, cumpleaños, etc.), patrias o una yerra y /o doma. La anunciación de estas reuniones (que continúan realizándose) se extiende de boca en boca por varias leguas a la redonda, desde varios días antes. Todavía hoy, el mencho asiste a estas reuniones con sus mejores galas típicas, no así la mujer, que cambió su autenticidad por la elegancia moderna.

## Atuendos típicos del chamamé

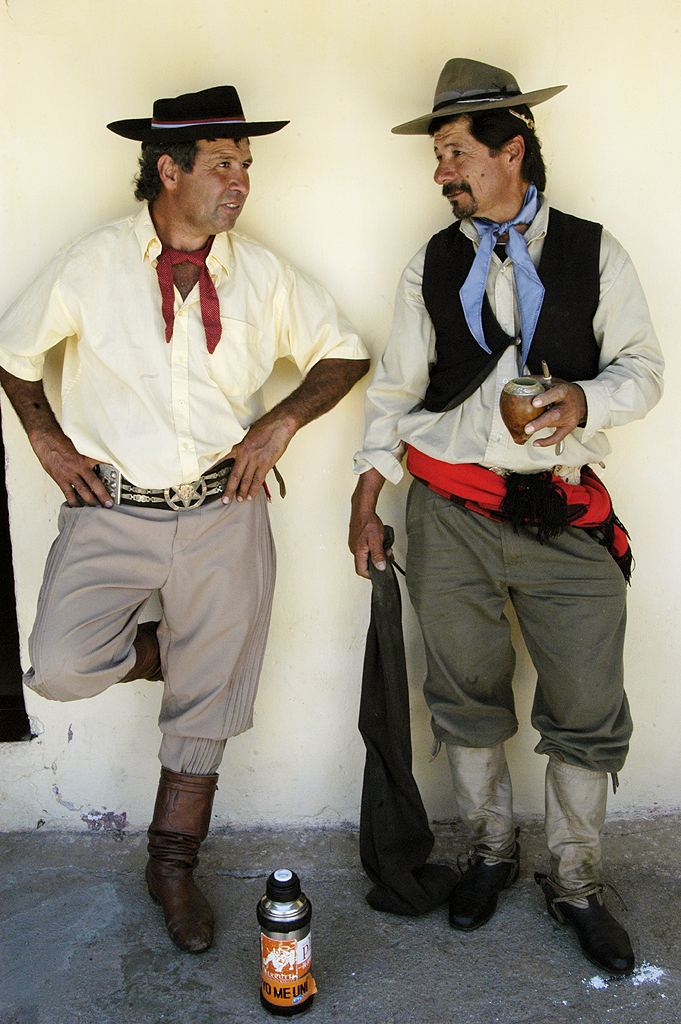
Gauchos zona ganadera

Los atuendos varían de acuerdo a los lugares de asentamiento, como así también a los distintos acontecimientos y vivencias. las vestimentas del paisano presentan diferentes características:

### Zona ganadera
En esta área, la indumentaria se compone de bombacha, generalmente de colores oscuros y de un solo paño. Por su parte, la camisa es de algodón, de traza lisa de colores semi -oscuros, predominando los marrones y los azules. El pañuelo también es de algodón, diferenciándose solamente por el color de su divisa política (rojos y azules). La faja es tipo vasco. Su color guarda directa relación con el pañuelo y nunca es listada como trata de imponerse por la influencia de intereses foráneos. Sobre la faja luce el ancho cinto de 2 o 4 hebillas para realizar las faenas cotidianas y con rastra en su atuendo para fiestas. El mencionado cinto se distingue de los utilizados en otras regiones por el uso de la revolverá, guayaca(a modo de monedero) y guarda -documentos o papeles.
El cuchillo lo coloca sobre el lado derecho de la cintura y en la parte posterior de la misma, aprisionándolo entre la faja y el cinto; es un elemento de trabajo que acompaña con la chaira, elemento que sirve para sacarle filo. Sobre la bombacha acostumbra a llevar el llamado guardamonte o montera, que como su nombre lo indica, sirve para preservar del monte la ropa de labor. Su confección es muy sencilla: se emplean dos paños de lonetas de forma rectangular, superpuestos unos 10 centímetros en la cintura, con una cinta del mismo material, del largo que permita sujetarla al cuerpo. Abierto los paños hasta la altura de las rodillas, donde comienza una costura del largo de la pierna , con cierta amplitud hasta los tobillos; allí se ata nuevamente. Sobre el guardamonte o independientemente de él, calza las clásicas canilleras, hechas también de lonetas y de forma rectangular, del largo de la pierna y hasta la rodilla aproximadamente de medio metro de ancho, de modo que dé dos vueltas a la pantorrilla. La canillera se sujeta mediante un primoroso trabajo en lana, a modo de correa; de su extremo penden borlas que reafirman su color partidario. Complementa el atuendo el viril capí bará (cuero de carpincho hecho tirador) ; esta prenda tiene doble finalidad: a veces se lleva arrollada al costado de la cintura para tirar el lazo, evitando que tan dura tarea lastime la cadera. De ahí el nombre de tirador.
Otras veces, esta prenda cuelga airosamente de la cintura a los pies; entonces los flecos de la misma producen sostenidos sones de "bajo", cuya finalidad es la de asustar a los animales y de esta manera, sacarlos de un brete a otro en los corrales. En esta tarea acompaña la musicalidad de la espuela mesopotámica con carácter netamente correntino, pigüelo largo de hierro por lo general con dos chapitas circulares (llamadas guardapolvos), que encierran las rodajas de 10 centímetros de diámetro, cuyos bordes terminan en agudas púas de cinco clavos usados por los domadores; o bien por un redondel profusamente estrellado. Las espuelas se aseguran al empeine con tiras de tiento. Su infaltable rebenque o guacha enana, el poncho o ponchillo de tipo vicuña o también de los colores de su divisa partidaria. Para este atuendo el paisano se calza con alpargata . Las características del sombrero son: copa chata y redonda, el ala varía desde los 6 a los 10 centímetros, indefectiblemente de paño de color negro (no de otro color), el barbijo de finas tiras de cuero o lana, cuya terminación complementan pequeñas borlas de color partidario, color que también lleva la cinta con la que veces se remplaza el cintillo del sombrero. Al sombrero lo llevan en forma recta o quebrada el ala sobre la frente.

### Otras zonas
En otras áreas de la provincia son muy pocas las variantes en este atuendo de trabajo. Puede llevar o no las canilleras y la montera o prescindir del tirador y las espuelas, según las tareas a realizar. El sombrero es quizás el elemento más identificatorio de las diferentes zonas; así tenemos que en la costa del Río Uruguay y zona central se utiliza el sombreo de ala ancha (de 10 centímetros) y hacia el oeste cruzando el Río Corrientes, se usa en mayor proporción el sombrero de ala angosta (de 6 a 8 centímetros de ancho).

### Variante de gala y salón
En estas oportunidades el paisano usa bombacha que causa admiración. Son de una amplitud inmensa, disimulada en pequeñísima tablas (de 30 a 50 en cada pierna) repartidas en los paños anteriores y posteriores. Los colores más usados son el negro, marrón, azul y, en menor proporción, el blanco. La camisa, por lo general, es blanca y lisa. El cinto es de cuero de carpincho o cuero curtido, con los mismos aditamentos para el uso diario. También hay cintos de otros cueros pero siempre con las mismas características. La diferencia fundamental se da en la rastra, que luce en la parte central de la cintura. Esta se sujeta al cinto por medio de seis cadenitas de plata o metal blanco, terminadas en botones del mismo material. Si no lleva rastra, tiene como adorno una hebilla grande que se extiende a todo lo ancho del cinto (de plata o metal blanco con sus iniciales) o con cuatro hebillas como uso diario. Las partes metalizadas pueden llevar incrustaciones de oro. El tirador es de ciervo, aunque de uso poco habitual. El pañuelo es ancho, de seda y colocado en forma triangular, que llega hasta el medio de la espalda; con sus iniciales bordadas en las puntas o anudado al frente en la forma tradicional. El sombrero es el mismo, siempre de color negro , adornado el barbijo con apliques y correderas de plata. El calzado también se constituye en otra de las grandes variaciones del atuendo fiestero. En lugar de la tradicional alpargata, se usan botas de caña altas y duras (denominada por los lugareños granadera), levemente corrugada en los tobillos, generalmente de color marrón y con menor profusión de color negro. Esto en lo que hace la zona ganadera; cruzando el río Corrientes, se usan botas de caña no muy alta, que sobrepasan la media pierna, lisa, generalmente negra. Completan este atuendo el poncho o ponchillo con el color de su divisa partidaria, puesto sobre la espalda o tirado sobre el hombro izquierdo o colocado en bandolera; el cuchillo y su guacha enganchada en él. Un agregado caté (gente de mejor condición social) es el saco cruzado con cuatro botones, de color similar a la bombacha, formando traje.

### Vestimenta de la mujer
Se compone de blusa, en agua y pollera. La blusa puede ser de color blanco o con su estampado de motivos chicos y realizado en variados colores. Las características son un amplio volado en el cuello, mangas hasta el codo con terminación de puntillas, igual que en el cuello (la puntilla a veces es remplazada por la misma tela trabajada). La falda o faldón, se usa indistintamente dentro o fuera de la pollera; también puede ser una blusa más sencilla, sin adorno, solamente con cuello y mangas hasta el codo. La pollera es amplia y está confeccionada en tela de algodón de colores intensos, lisos o floreados, con un ancho volado en el ruedo, cubriendo casi toda la pantorrilla.
La enagua o bajo es de tela de algodón, muy amplia y con apliques de puntillas realizadas a mano. Se utiliza para armar la pollera. La dama se calza con alpargatas o zapatos con presilla en el empeine y tacones. Por último, la dama va peinada con dos trenzas, sujetadas con cintas en las puntas, que al igual que su pañuelo de cuello (no siempre utilizado), son del color de la divisa partidaria.

## Algunos de los chamamés más conocidos
- Añoranza (Eustaquio Vera)
- Merceditas (Ramón Sixto Ríos)
- Todo El Mundo A Bailar (Aldy Balestra)
- Mi Corrientes Porá (letra: Lito Bayardo; música: Eladio Martínez)
- El Toro (Alberto Castillo)
- Kilómetro 11 (Tránsito Cocomarola)
- Por Santa Rosa Me Voy Al Río (Antonio Tarragó Ros)
- Alma Guaraní (letra y música: Osvaldo Sosa Cordero; interpretado por Los De Imaguaré)
- Volver En Guitarra (Roberto Galarza)
- Laguna Totora (Tránsito Cocomarola)
- Oración Del Remanso (autor: Jorge Fandermole; interpretado por Grupo 40 Grados)
- Recordando A Concepción (Miguel Ramírez)
- Posadeña Linda (Ramón Ayala)
- Ñangapirí (Antonio Tarragó Ros)
- Tren Expreso (Raúl Barboza)
- Sobredosis De Chamamé (letra y música: Aldy Balestra; interpretado por Amboé)
- Niña Del Ñangapirí (Ricardo "Tito" Gómez)
- Nendivei (Osvaldo Sosa Cordero)
- Lunita Del Taragüí (Edgar Romero Maciel)
- Gente De Ley (Ernesto Montiel)
- El Cangüí (letra: Gerónimo Maciel García; música: Tránsito Cocomarola)
- Che Roga, en español Mi Casa (Constantino Almirón y Silvio Laterza)
- Taipero Poriahu (Antonio Tarragó Ros)
- Para Villanueva (Rosita Minué y Ernesto Montiel)
- Acordeón Tuyá Porá (Chacho Abrigo)
- La Calandria (letra: Osvaldo Sosa Cordero; música: Isaco Abitbol)
- Puerto Tirol (letra y música: Heraclio Pérez; interpretado por Chaqueño Palavecino)
- Lucerito Alba (Eladio Martínez)
- Sargento Cabral (Pedro Sánchez)
- General Madariaga (Isaco Abitbol)
- Pescador y Guitarrero (Horacio Guarany)
- Enero (Romero Maciel y César Miguens)
- Pedro Canoero (Teresa Parodi)
- Puente Pexoa (Tránsito Cocomarola)
- Bailanta De Campo (Fuelles Correntinos)
- Un Abrazo A Corrientes (letra: José Ríos; música: Osvaldo Sosa Cordero)
- Mírame (letra: Santiago Adamini; música: Tránsito Cocomarola)
- Bañado Norte (Odilio Godoy)
- Por El Río Volveré (Teresa Parodi)
- Caballito De Batalla (Blas Martínez Riera)